# HMS Bittern (L07)
Pour les autres navires du même nom, voir HMS Bittern.
Le HMS Bittern est un sloop britannique, de la classe Bittern, qui participa aux opérations navales contre la Kriegsmarine (marine Allemande) pendant la seconde Guerre mondiale.

## Histoire
Bien que le Bittern a été le dernier des 3 navires de la classe à être achevé, il possède le nom du navire de sa classe, remplaçant un Bittern qui avait été renommé avant le lancement. La pose de la quille, sous le numéro de quille 1820, commence le 27 août 1936 au chantier naval de J. Samuel White, de Cowes, île de Wight, lancé le 14 juillet 1937 et achevé le 15 mars 1938.
Le Bittern a servi dans les eaux intérieures et au large des côtes de la Norvège pendant la Seconde Guerre mondiale.
Il a participé à la malheureuse campagne de Namsos de 1940, où il a été utilise pour défendre les navires des troupes alliés entrant et sortant du port de Namsos contre les attaques sous-marines. Le port a fait l'objet d'attaques aériennes régulières par la Luftwaffe, et le 30 avril, le Bittern a été repéré et confondu avec un croiseur allié par un escadron de bombardiers en piqué Junkers Ju 87. Il a fait l'objet d'attaques répétées à partir de 7 heures et finit par être touché et gravement endommagée, incendiée par une bombe larguée de l'avion d'Oberleutnant Elmo Schäfer appartenant au I./StG 1. Des navires alliés à proximité se sont approchés et ont repêché les survivants. Une fois cette opération terminée, le Bittern a été coulé par une torpille du destroyer HMS Janus à la position géographique de 64° 28′ N, 11° 30′ E.

## Problèmes écologiques de l'épave
En 2011, il est signalé que le navire avait commencé à fuir du pétrole et contenait encore dans ses soutes environ 200 000 litres (44 000 gal imp; 53 000 gal US) de pétrole .